# کلینت واکر
کلینت واکر (انگلیسی: Clint Walker؛ زاده ۳۰ مهٔ ۱۹۲۷ – درگذشته ۲۱ مهٔ ۲۰۱۸) هنرپیشه اهل ایالات متحده آمریکا بود. وی بین سال‌های ۱۹۵۴ تا ۱۹۹۸ میلادی فعالیت می‌کرد.
وی ۹ روز پیش از سالروز تولد ۹۱ سالگی خود بر اثر نارسایی قلبی درگذشت.

## فیلم‌شناسی
- ده فرمان (۱۹۵۶)
- برایم گلی نفرست (۱۹۶۴)
- مایا (۱۹۶۶)
- دوازده مرد خبیث (۱۹۶۷)
- پانچو ویا (۱۹۷۲)
- ماوریک (۱۹۷۷)
- سربازان کوچک (۱۹۹۸)